# Бэр, Марк
Марк Дэвид Бэр (англ. Marc David Baer; род. 23 апреля 1970) — историк. Доктор философии (Чикагский университет), профессор Лондонской школы экономики и политических наук.
Автор шести книг.
Первая книга — Honored by the Glory of Islam: Conversion and Conquest in Ottoman Europe (New York: Oxford University Press, 2008) — удостоилась Albert Hourani Book Award (2008). Вторая книга — The Dönme: Jewish Converts, Muslim Revolutionaries, and Secular Turks (Stanford: Stanford University Press, 2010). Затем на турецком вышла его книга Death on the Hippodrome: Gender, Tolerance, and Conversion in 17th century Istanbu (2016). В 2020 выпустил Sultanic Saviors and Tolerant Turks: Writing Ottoman Jewish History, Denying the Armenian Genocide (Indian University Press) и German, Jew, Muslim, Gay: The Life and Times of Hugo Marcus (Columbia University Press). Первая удостоилась Dr Sona Aronian Book Prize (2021).
В 2021 издательством Basic Books выпущена его The Ottomans: Khans, Caesars, and Caliphs {Рец., }, охарактеризованная Financial Times «великолепной». Она вошла в шорт-лист Wolfson History Prize 2022 года.